# Primera División 1934 (Uruguay)
Het seizoen 1934 van de Primera División was het 31e seizoen van de hoogste Uruguayaanse voetbalcompetitie. De competitie begon in 1934 en eindigde op 28 april 1935.

## Teams
Er namen tien ploegen deel aan de Primera División tijdens het seizoen 1934. Dit waren dezelfde ploegen als vorig seizoen; er degradeerden geen clubs naar de Divisional Intermedia en uit die competitie promoveerden ook geen clubs.
| Club                      | Stad       | Stadion                              | Vorig seizoen |
| ------------------------- | ---------- | ------------------------------------ | ------------- |
| CA Bella Vista            | Montevideo | Parque José Nasazzi                  | 10e           |
| Central FC                | Montevideo | Parque Fraternidad                   | 9e            |
| CA Defensor               | Montevideo | Parque Rodó                          | 5e            |
| Montevideo Wanderers FC   | Montevideo | Wanderers Park                       | 4e            |
| Club Nacional de Football | Montevideo | Estadio Centenario                   | 1e            |
| CA Peñarol                | Montevideo | Estadio Centenario                   | 2e            |
| Racing Club de Montevideo | Montevideo | Cancha Reducto                       | 8e            |
| Rampla Juniors FC         | Montevideo | Parque Nelson                        | 3e            |
| CA River Plate            | Montevideo | Estadio Parque Federico Omar Saroldi | 7e            |
| IA Sud América            | Montevideo | Las Acacias                          | 6e            |

## Competitie-opzet
De competitie werd gespeeld van 1934 tot en met 28 april 1935. Alle clubs speelden driemaal tegen elkaar. De ploeg met de meeste punten werd kampioen.

### Kwalificatie voor internationale toernooien
Dit seizoen waren er geen internationale bekers waar Uruguayaanse clubs zich voor kwalificeerden. De Copa Ricardo Aldao (afgekort tot Copa Aldao) die sinds 1913 onregelmatig werd betwist tussen de landskampioenen van Argentinië en Uruguay, werd dit jaar niet gespeeld.

### Torneo Competencia
Voorafgaand aan het seizoen werd voor het eerst het Torneo Competencia gespeeld tussen de ploegen in de Primera División. Deze eerste editie werd gewonnen door Club Nacional de Football.

### Eerste ronde
De competitie begon zonder titelverdediger. Vorig seizoen waren Nacional en CA Peñarol op een gedeelde eerste plek geëindigd. Om de kampioen te bepalen moesten er beslissingswedstrijden worden gespeeld, maar deze waren bij aanvang van de competitie nog niet afgewerkt. Beide clubs wisten de openingswedstrijd van dit nieuwe seizoen ook niet te winnen (Nacional speelde gelijk tegen Racing Club de Montevideo en Peñarol verloor van CA Bella Vista). De beste start was van Montevideo Wanderers FC, dat de eerste drie wedstrijden won. Twee gelijke spelen later (waaronder tegen Nacional) was Wanderers bijgehaald door Peñarol, maar twee duels later versloeg Wanderers datzelfde Peñarol en namen ze de koppositie weer over.
Op 16 september stonden Nacional en Peñarol tegenover elkaar. In de tussentijd hadden ze twee beslissingswedstrijden gespeeld om de landstitel van 1933, maar deze waren allebei in 0–0 geëindigd. Ook dit treffen voor de competitie van 1934 eindigde zonder doelpunten. Door puntverlies van Montevideo Wanderers gingen er twee ploegen aan de leiding na de eerste ronde: Peñarol en Wanderers hadden allebei twaalf punten. Nacional had twee punten minder en deelde de derde plaats met Rampla Juniors FC.

### Tweede ronde
Montevideo Wanderers leed aan het begin van de tweede ronde tweemaal puntverlies. Omdat Nacional en Peñarol wel bleven winnen zagen de Bohemios dat Nacional langszij kwam en Peñarol solo op kop ging. Deze drie clubs bleven de daaropvolgende speelrondes in de buurt van elkaar: door puntverlies van Nacional en Peñarol nam Wanderers na dertien duels de koppositie weer in, maar een wedstrijd later verloren ze van Nacional (2–0), waardoor ze terugvielen naar plek drie. Twee duels daarna won Montevideo Wanderers met 2–1 van Peñarol. Nacional wist hiervan te profiteren en voor het eerst de leiding in handen te nemen.
Het wedstrijdschema in de tweede ronde was gelijk aan dat van de eerste ronde, dus de achttiende speeldag (2 december) stonden rivalen Nacional en Peñarol weer tegenover elkaar. Ondertussen was het landskampioenschap van 1933 beslist: twee weken daarvoor had Nacional met 3–2 gewonnen. Zij waren deze competitie dus de titelverdediger. Deze volgende ontmoeting tussen de Tricolores en de Aurinegros eindigde in een 1–1 gelijkspel. Na achttien wedstrijden ging Nacional op kop met 26 punten. Montevideo Wanderers (25 punten) en Peñarol (24 punten) volgden daar kort achter. Rampla Juniors was met achttien punten de 'beste van de rest'.

### Derde ronde
Nacional en Wanderers begonnen goed aan de laatste negen duels van de competitie: uit de eerste drie daarvan haalden ze de volle buit. Peñarol liet tegen CA River Plate een puntje liggen (1–1) en zag de achterstand groeien naar drie punten. Tijdens de tweeëntwintigste speelronde verloor Montevideo Wanderers van Racing, terwijl koploper Nacional wel won. Hierdoor kwamen de Wanderers weer gelijk met Peñarol, beide clubs hadden nu drie punten minder dan Nacional.
De daaropvolgende wedstrijd speelden Nacional en Montevideo Wanderers tegen elkaar. De Tricolores zegevierden met 2–0, waardoor hun voorsprong op Wanderers groeide tot vijf punten. De naaste belager was nu Peñarol. Zij wisten twee wedstrijden later echter niet te winnen van Wanderers (2–2). Omdat Nacional bleef winnen was het verschil nu vier punten met nog twee wedstrijden te gaan. Tegen River Plate hield de ongeslagen reeks van Nacional (achttien duels) echter op (1–0 voor River Plate). Omdat Peñarol ook niet wist te winnen (3–3 tegen Central FC) werd Nacional alsnog kampioen. Het was de dertiende titel voor de Tricolores.
Tijdens de laatste speelronde op 28 april 1935 troffen Nacional en Peñarol elkaar voor de derde keer tijdens deze competitie. Deze wedstrijd, waar niets meer op het spel stond, eindigde in een 1–1 gelijkspel. Hierdoor beëindigde Peñarol de competitie als tweede, met drie punten minder dan Nacional. Nog eens drie punten daarachter werd Montevideo Wanderers derde. Rampla Juniors wist de vierde plek te behouden.
Central was de eerste ploeg die de meerderheid van de wedstrijden in de Primera División gelijkspeelde. Van de 27 duels wonnen ze er vijf, verloren ze er acht en eindigden er veertien in remise. Hiermee behaalden ze de zevende plaats. De rode lantaarn was (net als vorig seizoen) voor Bella Vista. Uit de laatste elf duels haalden ze maar één punt. Er was echter geen degradatie uit de Primera División, daardoor trad Bella Vista ook in 1935 aan op het hoogste niveau.

### Eindstand
|     | Club                      | Sp. | W  | G  | V  | Pnt. | DV | DT | DS  |
| --- | ------------------------- | --- | -- | -- | -- | ---- | -- | -- | --- |
| 01. | Club Nacional de Football | 27  | 17 | 7  | 3  | 41   | 51 | 17 | +34 |
| 2.  | CA Peñarol                | 27  | 15 | 8  | 4  | 38   | 51 | 31 | +20 |
| 3.  | Montevideo Wanderers FC   | 27  | 15 | 5  | 7  | 35   | 47 | 28 | +19 |
| 4.  | Rampla Juniors FC         | 27  | 10 | 8  | 9  | 28   | 42 | 37 | +5  |
| 5.  | CA Defensor               | 27  | 11 | 3  | 13 | 25   | 41 | 44 | –3  |
| 6.  | CA River Plate            | 27  | 8  | 9  | 10 | 25   | 30 | 36 | –6  |
| 7.  | Central FC                | 27  | 5  | 14 | 8  | 24   | 32 | 40 | –8  |
| 8.  | Racing Club de Montevideo | 27  | 5  | 11 | 11 | 21   | 29 | 43 | –14 |
| 9.  | IA Sud América            | 27  | 6  | 7  | 14 | 19   | 30 | 46 | –16 |
| 10. | CA Bella Vista            | 27  | 3  | 8  | 16 | 14   | 22 | 53 | –31 |

| Winnaar Primera División 1934       |
| ----------------------------------- |
| Club Nacional de Football 13e titel |

#### Topscorers
Aníbal Ciocca van landskampioen Nacional werd topscorer met dertien doelpunten.
| №  | Speler        | Club                      | Goals |
| -- | ------------- | ------------------------- | ----- |
| 1. | Aníbal Ciocca | Club Nacional de Football | 13    |

1900 · 1901 · 1902 · 1903 · 1904 · 1905 · 1906 · 1907 · 1908 · 1909 · 1910 · 1911 · 1912 · 1913 · 1914 · 1915 · 1916 · 1917 · 1918 · 1919 · 1920 · 1921 · 1922 · 1923 · 1924 · 1925 · 1926 · 1927 · 1928 · 1929 · 1930 · 1931 · 1932 · 1933 · 1934 · 1935 · 1936 · 1937 · 1938 · 1939 · 1940 · 1941 · 1942 · 1943 · 1944 · 1945 · 1946 · 1947 · 1948 · 1949 · 1950 · 1951 · 1952 · 1953 · 1954 · 1955 · 1956 · 1957 · 1958 · 1959 · 1960 · 1961 · 1962 · 1963 · 1964 · 1965 · 1966 · 1967 · 1968 · 1969 · 1970 · 1971 · 1972 · 1973 · 1974 · 1975 · 1976 · 1977 · 1978 · 1979 · 1980 · 1981 · 1982 · 1983 · 1984 · 1985 · 1986 · 1987 · 1988 · 1989 · 1990 · 1991 · 1992 · 1993 · 1994 · 1995 · 1996 · 1997 · 1998 · 1999 · 2000 · 2001 · 2002 · 2003 ·  2004 · 2005 · 2005/06 · 2006/07 · 2007/08 · 2008/09 · 2009/10 · 2010/11 ·  2011/12 · 2012/13 · 2013/14 · 2014/15 · 2015/16 · 2016 · 2017 · 2018 · 2019 · 2020 · 2021 · 2022 · 2023